# Jizzax viloyati
Jizzax viloyati, före självständigheten även ryska: Dzjizak oblast (ryska: Джизакская область: Dzjizakskaja oblast), är en viloyat (provins) i Uzbekistan. Den gränsar till republikerna Tadzjikistan och Kazakstan, samt provinserna Samarkand, Navoiy och Syr-Darja. Provinsen hade år 2005 uppskattningsvis 910 500 invånare på en yta av 20 500 km². Huvudorten är Jizzax

## Distrikt
Provinsen är indelad i tolv administrativa tuman (distrikt):
- Arnasoy
- Baxmal
- Dostlik
- Forish
- Gallaorol
- Sharof Rashidov tumani
- Mirzachol
- Paxtakor
- Yangiobod
- Zomin
- Zafarobod
- Zarbdor